# Veseud (gmina Slimnic)
Veseud – wieś w Rumunii, w okręgu Sybin, w gminie Slimnic. W 2011 roku liczyła 224 mieszkańców.